# Gaspard Ier de Montmayeur
Gaspard Ier de Montmayeur, mort le 10 avril 1383 à Albenga (Ligurie), est un noble de la maison de Montmayeur, seigneur de Montmayeur, baron de Villarsalet (Villard-Sallet), maréchal de Savoie.

## Biographie

### Origines
Issu d'une puissante famille de Savoie, les Montmayeur, Gaspard de Montmayeur serait, pour l'historien Joseph Garin (1876-1947), le fils d'Hugues II (Hugon) de Montmayeur et de Léonette d'Aigueblanche. Lors du décès de son père, le 3 septembre 1344, il semble ne pas être encore majeur pour devenir le chef de famille. Les premières mentions de son nom dans des actes datent de l'année 1353.
Il semble avoir eu deux épouses, Aynarde de Clermont, puis Marie de Miribel,.
De cette dernière, il a deux fils :
- Gaspard (II)[2], qui lui succède et qui sera également maréchal de Savoie.
- Jean, à l'origine d'une branche cadette dite de Bellecombe[1].

Les historiens locaux indiquent que l'évêque de Maurienne, Amédée de Montmayeur, était le fils d'un maréchal de Savoie. Félix Bernard (1883-1972) précisait que l'évêque serait le fils de Gaspard (I), tandis que Saturnin Truchet (1828-1904) indiquait qu'il est le frère de Gaspard II.

### Au service de la maison de Savoie
Son rang lui permet d'obtenir des charges dans la gestion du comté de Savoie. Il est ainsi châtelain en 1353, puis de 1355 à 1358 du Châtelard,.
Au service de son prince, Amédée VI de Savoie, il engage sa lance et ses hommes en Piémont, entre 1355 et 1360, contre Jacques de Savoie-Achaïe. Il est nommé châtelain de La Rochette, entre 1358 et 1360. En 1359, il est envoyé comme ambassadeur auprès du comte de Namur avec pour objectif de récupérer les terres outre Rhône que le comte de Savoie avaient perdu.
Il est l'un des quinze premiers chevalier de l'ordre du Collier, créé par Amédée VI en 1363. Certains historiens ne le mentionnent maréchal qu'à partir de 1366. Il devient son chef militaire, en devenant maréchal de Savoie en 1363, rejoint plus tard par Étienne de La Baume. Ces deux nobles sont les premiers du genre dans l'organisation militaire du comté de Savoie, ayant un rôle de conseilleur auprès de leur souverain, dans les domaines militaire, d'intendance mais aussi diplomatique. Il redevient châtelain de La Rochette, pour la période allant de 1364 à 1368, puis, plus tard, pour la Tarentaise, entre 1369 à 1383,.

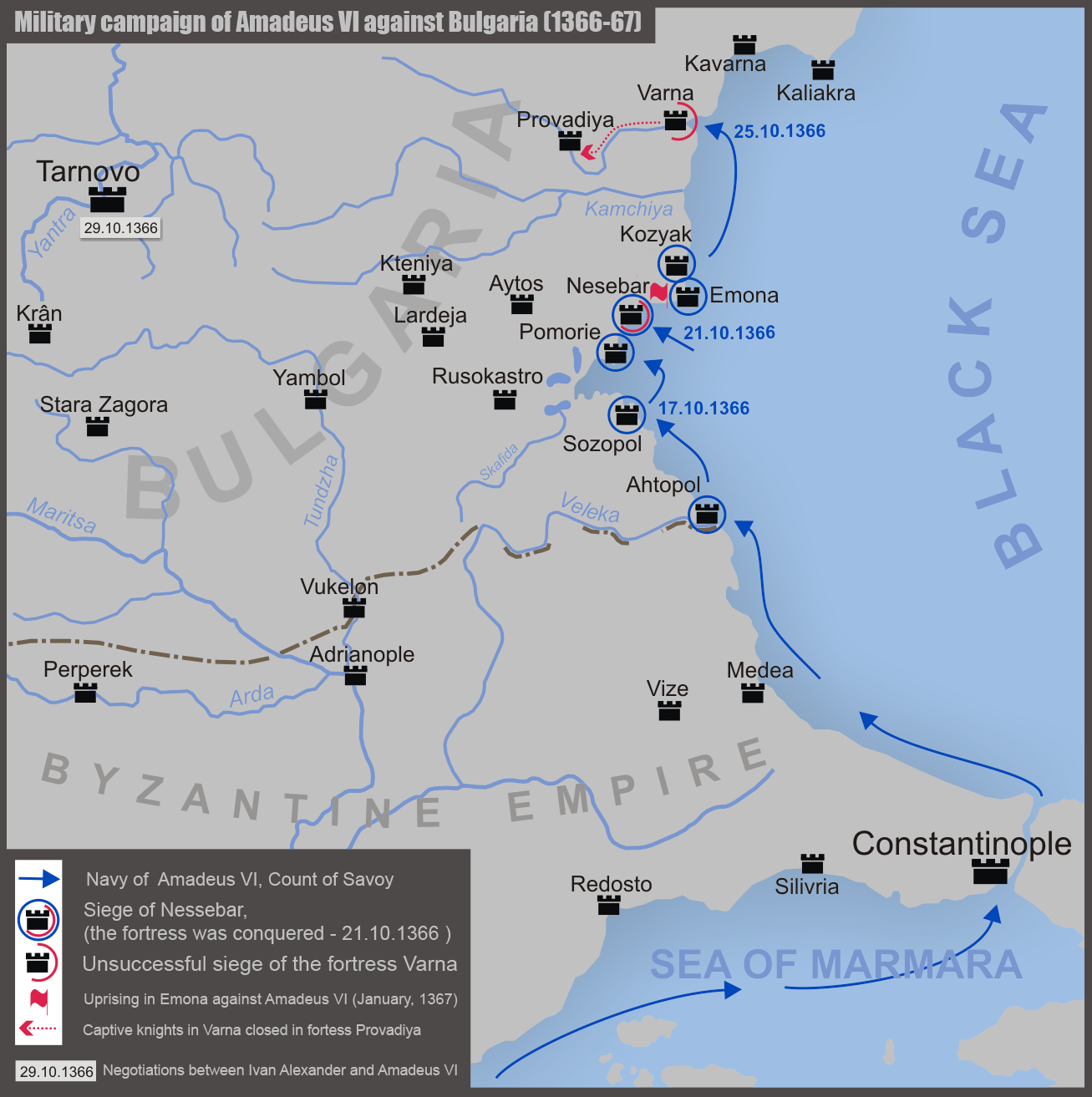
Campagne militaire d'Amédée VI de Savoie contre la Bulgarie entre 1366 et 1367.

Entre-temps, il participe à l'expédition, parfois considérée comme une croisade, contre les Turcs de 1366, menée par Amédée VI de Savoie, où il participe à la libération de Jean V Paléologue, empereur de Constantinople.
Il effectue des ambassades, notamment en Avignon et à Naples.

### Dernière campagne militaire et mort
Le comte Amédée VI se lance dans une campagne napolitaine (1382-1383) afin de soutenir Louis Ier d'Anjou,. Le comte meurt des suites de la peste, le 1er mars. Il désigne le maréchal comme tuteur de son fils, le futur Amédée VII,. Il lui remet notamment l’anneau de saint Maurice, l'insigne du pouvoir comtal, afin qu'il le transmette à son héritier,.
Sur le chemin du retour, par voie maritime, Gaspard de Montmayeur est touché également par la maladie,. Le convoi doit débarquer à Albenga, en Ligurie, où le maréchal meurt à son tour, le 10 avril 1383,,.
Son corps est transporté jusqu'en Savoie, aux côtés de son seigneur. Il est inhumé dans l'église de l'abbaye du Betton.

## Titres
Gaspard de Montmayeur porterait, selon les auteurs anciens, les titres de seigneur de Montmayeur, baron de Villarsalet, de Sillans, de Cusy et Brandis au pays de Vaud, seigneur de (Le Châtelard-en-)Bauge, de L'Estoile (maison forte), d'Apremont, Briançon, des Marches, de Lullie, de Saint-Pierre-de-Soucy, de Montagny, de Candie et des Déserts.